# 보존철도

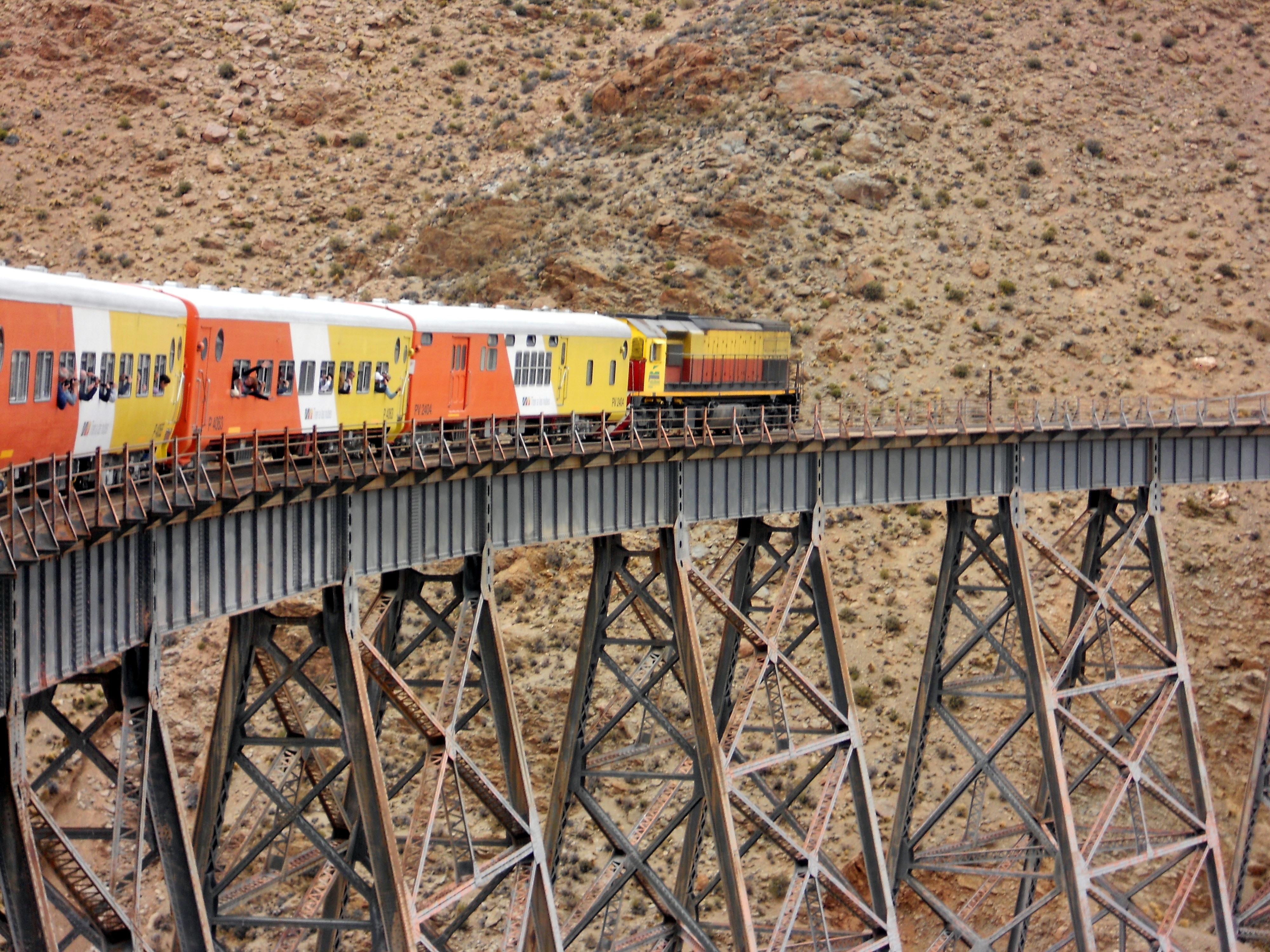
트렌 아 라스 누베스 (아르헨티나)

보존철도(保存鐵道)는 과거의 철도 열차를 보존하여 관광 시설로 운행되는 철도이다. 보존철도는 세계 각국에 있지만, 특히 영국 내에 100개 이상의 보존철도가 있다. 그 당시의 노선을 그대로 운행하기도 한다.